# 瓦列里·列加索夫
瓦列里·阿列克謝耶維奇·勒加索夫（羅馬化：Valery Alekseyevich Legasov；1936年9月1日—1988年4月27日），蘇聯無機化學家暨蘇聯科學院院士，其最為有名的事蹟為擔任切尔诺贝利核事故調查委員會主任委員。

## 生平

### 早年生活與教育
勒加索夫生於圖拉州圖拉一個公務員家庭中。他畢業於门捷列夫化工大学和庫爾恰托夫核能研究所，於1967年獲得副博士學位，1972年獲得化學博士學位，這對於一位36歲的科學家而言是很了不起的成就。勒加索夫之後擔任莫斯科物理技術學院教授，並且自1983年到逝世都擔任莫斯科國立大學化學系化工組主任。1981年成為蘇聯科學院院士。

### 切尔诺贝利核事故
1986年4月26日車諾比核事故發生時，列加索夫擔任庫爾恰托夫核能研究所第一副主任。勒加索夫在事故後不久成為調查事故原因和減緩災難後果的政府委員會重要角色。他所做的最重要決定就是避免災難再次發生，並且向政府報告災難區狀況。列加索夫毫不猶豫地告訴其他科學家同僚，被摧毀的核能發電廠其之安全風險，並堅持立即撤離發電廠附近的城市普里皮亚季的所有居民。1986年8月25日至29日，他代表蘇聯代表團在維也納的國際原子能總署特別會議上進行報告。該報告對事故進行深度分析，並且誠實地討論了悲劇的程度和後果。

### 身后
車諾比災難兩週年時，勒加索夫在自己公寓的樓梯間上吊自殺。據了解，勒加索夫自殺前，曾經以錄音帶錄下當時未公開的災難真相。根據英國廣播公司電視電影節目《Chernobyl Nuclear Disaster》的分析（劇中他的角色由演員阿德里安·埃德蒙森扮演），勒加索夫宣稱他向國際原子能總署的報告，遭到蘇聯核能機密單位的政治審查壓力；相關單位甚至禁止他提及發電廠操作員在事故前，對反應爐的了解和當時已知道的反應爐缺陷。該節目還暗示勒加索夫的自殺，至少有部分原因是他在維也納沒能提到的前述訊息；他隨後試圖提及但被禁止，並且此事讓其職業生涯受到傷害。期刊《原子科學家公報》也刊登了勒加索夫相當不滿有關當局面對反應爐設計缺陷的態度之訊息。

## 身後
勒加索夫自殺在蘇聯核能工業界引起巨大震撼，尤其是迅速確認車諾比核事故中压力管式石墨慢化沸水反应炉的控制棒缺陷且進行更新。
1996年9月20日，時任俄羅斯聯邦總統鲍里斯·尼古拉耶维奇·叶利钦追授勒加索夫俄羅斯聯邦英雄，以表彰他在車諾比災難調查時的「勇氣和英雄主義」。

## 影視形象
2019年英美合拍迷你剧《切尔诺贝利》中，列加索夫作為影集的主要角色，由英國演員傑瑞德·哈里斯飾演。

## 外部連結
- Legasov's tomb （页面存档备份，存于）